# Trilogía de la libertad
Trilogía de la libertad es un libro de Antonio Gala, editado en 1983 y que recoge tres de sus más reconocidas obras de teatro:
- Petra regalada, estrenada en 1980.
- La vieja señorita del paraíso, estrenada en 1980.
- El cementerio de los pájaros, estrenada en 1982.